# STS-100
STS-100 (englisch Space Transportation System) ist die Missionsbezeichnung für einen Flug des US-amerikanischen Space Shuttles Endeavour (OV-105) der NASA. Der Start erfolgte am 19. April 2001. Es war die 104. Space-Shuttle-Mission, der 16. Flug der Raumfähre Endeavour und der 9. Flug eines Shuttles zur Internationalen Raumstation (ISS).

## Mannschaft
- Kent Rominger (5. Raumflug), Kommandant
- Jeffrey Ashby (2. Raumflug), Pilot
- Umberto Guidoni (2. Raumflug), Missionsspezialist ( ESA/ Italien)
- Chris Hadfield (2. Raumflug), Missionsspezialist ( CSA/ Kanada)
- Juri Lontschakow (1. Raumflug), Missionsspezialist ( Roskosmos/ Russland)
- Scott Parazynski (4. Raumflug), Missionsspezialist
- John Phillips (1. Raumflug), Missionsspezialist

Die Besatzung des Flugs bestand aus sieben Mitgliedern aus vier Nationen, Guidoni war dabei der erste Europäer, der die ISS besuchte.

## Missionsüberblick

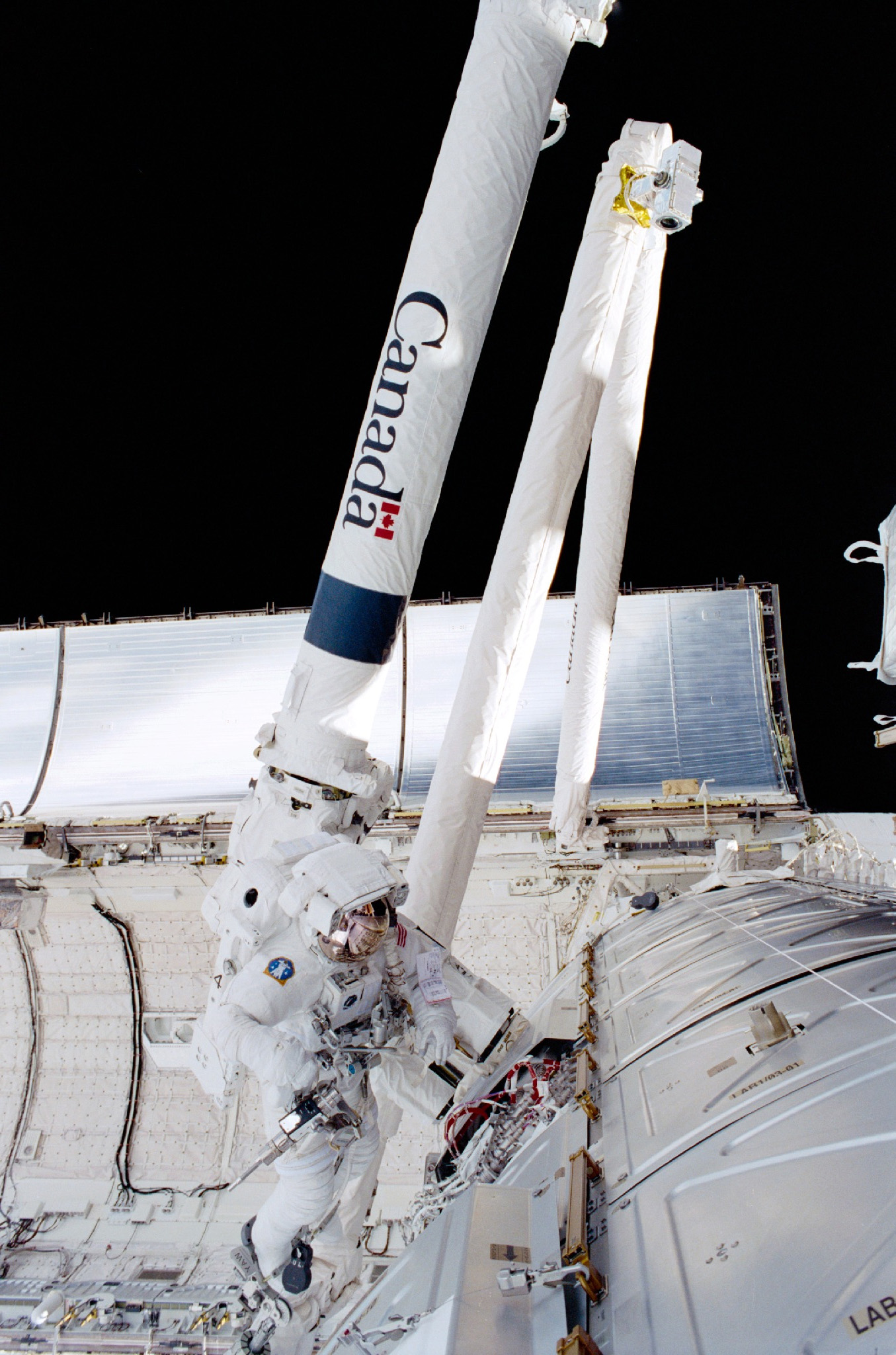
Canadarm2

Die höchste Priorität hatte auf diesem Flug die Anlieferung und Installation des Roboterarms Canadarm2, Teil des Space Station Remote Manipulator Systems, der für den weiteren Ausbau der Station von essenzieller Bedeutung war. Die letzte Komponente sollte mit dem Flug STS-104 geliefert werden.
Weiter wurde ein neues Set an Experimenten mit Raffaello, dem zweiten von drei italienischen Mehrzweck-Logistik-Modulen geliefert. Zudem wurde neben diversen Versorgungsgütern auch eine UHF-Antenne zur Station gebracht, welche für die direkte Kommunikation bei Außenbordmanövern vonnöten war. Zwei EVAs wurden von der Crew während des Aufenthalts auf der Internationalen Raumstation (ISS) durchgeführt.

## Ausrüstung und Versorgungsgüter

### Canadarm2
An Bord der Endeavour befanden sich weitere wichtige Ausrüstungen für die Internationale Raumstation. Wichtigstes Teil war der kanadische Manipulatorarm (SSRMS). Er wurde am 22. April an der Außenseite des Labormoduls Destiny montiert. Dazu wurde erstmals eine Spacelab-Palette aus dem Laderaum des Shuttle gehoben. Darauf war der zusammen gefaltete Manipulatorarm untergebracht.
Das in Kanada gebaute Manipulatorsystem Canadarm2 wurde zunächst am US-amerikanischen Labormodul montiert.
Der Manipulator wurde bei einer späteren Mission auf eine mobile Basis gesetzt. Diese kann auf Schienen an der zentralen Gitterstruktur bewegt werden und ermöglicht somit die Arbeit an allen Komponenten aus den USA, aus Europa und Japan.

### Mehrzweckmodul Raffaello
Im Mehrzweckmodul Raffaello wurden zwei wissenschaftliche Racks sowie Versorgungsgüter und zusätzliche Ausrüstungen transportiert. Das EXPRESS-Rack 1 enthielt die Vibrationsmesskomplexe SAMS (Space Acceleration Measurement System) und MAMS (Microgravity Acceleration Measurement System), eine Anlage zur Untersuchung von Pflanzenwachstum (ADVASC), zwei Experimente zur Gewinnung verschiedener Proteinkristalle (Protein Crystal Growth – Single Locker Thermal Enclosure System, 1 °C bis 4 °C) sowie zwei kommerzielle Nutzlasten, in denen Arzneimittel durch Fermentierung bzw. Proteinkristalle für die medizinische Forschung hergestellt wurden. Im EXPRESS-Rack 2 waren die Vibrationsdämpfungseinheit ARIS, ein Experiment zur Kontrolle der Vibrationsdämpfung (ARIS-ICE), ein physikalischer Versuch mit Partikel-Flüssigkeits-Gemischen (Colloiden) sowie eine SAMS-Steuereinheit untergebracht.
EXPRESS-Racks (EXpedite the PRocessing of Experiments to the Space Station) sind standardisierte, transportable Metallschränke mit Anschlüssen für Belüftung, Kühlflüssigkeit, Energie, Video sowie Befehls- und Messdatenleitungen. Einzelne Bereiche eines Racks sind unabhängig voneinander regelbar (Zeit- und Temperatursteuerung) und beherbergten Experimente in den Wissenschaftsbereichen Biologie, Chemie, Medizin, Ökologie und Physik. Die Experimente laufen normalerweise weitgehend automatisch ab und werden vom Boden aus kontrolliert. Die Astronauten an Bord der Station führen dabei Wartungsarbeiten (z. B. Datenträgerwechsel) aus, können aber auch manuell die Steuerung übernehmen.
Raffaello entsprach in Größe und Form dem bereits im März verwendeten Modul Leonardo. Bei diesem Flug bestand die Ladung vor allem aus wissenschaftlichen Ausrüstungen und Versorgungsgütern, die in Standard-Racks bzw. auf Frachtplattformen untergebracht waren. Das in Italien gebaute Logistikmodul war eines von drei derartigen Geräten und verfügte über eigene Anlagen zur Belüftung, Kühlung und Beleuchtung. Es war 6,4 Meter lang, zylindrisch mit einem Durchmesser von 4,6 Metern. Seine Leermasse betrug etwa 4,1 t. Es konnte bis zu etwa 9 t Nutzlast in 16 Racks aufnehmen. Maximal 5 Racks konnten vom Start bis zum Andocken der Raumfähre oder nach dem Abkoppeln bis zur Landung intern mit Energie versorgt werden. Das Transportmodul wurde, verankert in der Ladebucht einer Raumfähre, in den Orbit gebracht. Dabei bestand vom Shuttle aus keine Zugangsmöglichkeit.

## Missionsverlauf

### Erster Außenbordeinsatz und Entladen desShuttle
Nach der Kopplung am 21. April wurden letzte Vorbereitungen für den ersten Außenbordeinsatz von Parazynski und Hadfield am folgenden Tag getroffen. Die beiden Astronauten arbeiteten 7 Stunden und 10 Minuten lang außerhalb der Raumfähre. Dabei montierten sie zunächst eine UHF-Antenne auf einem etwa 1,3 m langen Ausleger an der Außenseite von Destiny. Diese gehört zu einem Kommunikationssystem für Sprache und Daten, das von den Raumfahrern in der Umlaufbahn genutzt wird. So können sich Raumfahrer bei Außenbordarbeiten drahtlos mit ihren Kollegen in der Station oder im Shuttle verständigen. Danach verbanden sie mehrere Energie- und Datenkabel des auf einer Spacelab-Palette ruhenden neuen Manipulators der Station mit entsprechenden Anschlüssen an Destiny, entfalteten den Manipulator und arretierten die Segmente mit mehreren stabilen Bolzen.
Am 23. April wurden aus der Station heraus die Kommandos an den Manipulator gegeben, mit einem Ende am Befestigungspunkt an Destiny anzudocken und das andere Ende in eine bestimmte Position zu bringen. So konnte mit dem Manipulator des Shuttle anschließend das Logistikmodul Raffaello aus der Ladebucht gehoben und an Unity angekoppelt werden. Die Stammbesatzung der Raumstation begann sofort mit dem Entladen. Kurzzeitig wurden auch die Luken zwischen Station und Raumfähre geöffnet und weitere Ausrüstungen in die ISS transportiert.

### Zweiter Außenbordeinsatz
Beim zweiten Ausstieg am 24. April (7:40 h) wurden die Energie- und Daten-Anschlüsse am Befestigungspunkt auf dem Destiny-Modul komplettiert und die Hilfskabel, die beim ersten Einsatz installiert worden waren, wieder demontiert. Außerdem wurde eine nicht mehr benötigte Antenne vom Labormodul entfernt. Schließlich montierten Parazynski und Hadfield einen zusätzlichen Stromkonverter, der bei zukünftigen Einsätzen benötigt wurde. Erst am 28. April konnte das neue Space Station Remote Manipulator System (SSRMS) einem ersten Test unterzogen werden. Susan Helms und später James Voss bedienten den Steuercomputer und ließen Canadarm2 die 1,4 t schwere Montagepalette zur Ladebucht des Shuttle hinüber schwenken. Sie wurde dort vom Manipulatorarm des Shuttle, bedient vom Kanadier Chris Hadfield, übernommen und in der Ladebucht verankert. Das Training von Bewegungen, die beim Ankoppeln der Ausstiegsschleuse bei der nächsten Shuttle-Mission ausgeführt werden sollten, musste aus Zeitgründen entfallen.

### Ausfall des Steuercomputers
In der Nacht zum 25. April sorgte der Ausfall des primären Steuercomputers für Aufregung in der Bodenkontrolle. Deshalb verzögerten sich die Tests mit dem Manipulator der Station wie auch andere Arbeiten. Die Wiederherstellung des Computersystems über ein Backup gelang zunächst nicht. Ebenso konnten die Kommandofunktionen nicht an einen der beiden für derartige Fälle vorgesehenen Ersatzcomputer übergeben werden. Der Ausfall betraf in erster Linie die Kommunikation zwischen Bodenstation und der ISS. Gesprächskontakte und Datenaustausch konnten aber über die Systeme der Endeavour weiter geführt werden. Zur Lösung des Problems wurde der Flug des Shuttle um einen Tag verlängert. Am folgenden Morgen gelang es Susan Helms den primären Computer durch eine Reihe von Problemlösungsschritten wieder in einen normalen Arbeitsmodus zu bringen. Computerspezialisten auf der Erde beschäftigten sich anschließend mit der Analyse des Fehlers. Offenbar waren die Festplatten des primären Steuer- und Befehlssystems sowie eines Backup-Computers defekt. Deshalb wurde der primäre Kommandocomputer gegen einen Nutzlastcomputer ausgetauscht und dessen Festplatte mit der notwendigen Software versehen. Auch an den beiden anderen Computern wurde gearbeitet. Synchronisation und Tests bildeten den vorläufigen Abschluss der Reparaturen am 29. April. (Die Stammbesatzung der ISS konnte die Reparaturen Mitte Mai erfolgreich abschließen.)

### Abkoppelung und Landung
Bereits am 27. April wurde das Transportmodul Raffaello verschlossen, von Unity abgekoppelt und mit dem Manipulator des Shuttle zurück in die Ladebucht transportiert. Einen Tag später folgte die Spacelab-Palette, auf welcher der neue Manipulator der Station transportiert worden war. In der Station wurde außerdem die bereits stark abgenutzte Lauffläche des Laufbandes ausgetauscht.
Die Endeavour koppelte am 30. April von der Internationalen Raumstation ab, um Platz für die nächste Gastmannschaft zu machen. Die Landung erfolgte wegen schlechten Wetters nicht in Florida, sondern in Edwards (Kalifornien).

### Routine-Experimente
Vor, während und nach dem Flug wurden wie immer einige Routine-Experimente durchgeführt. Dazu gehörten u. a. Untersuchungen zur Reaktivierung „schlafender“ Viren im menschlichen Körper durch die besonderen Stressfaktoren eines Raumfluges (u. a. Epstein-Barr-Virus), Studien zu Veränderungen im Herz-Kreislauf- und im Immunsystem, Vibrationstests (ISS On-Orbit Loads Validation, On-Orbit Bicycle Ergometer Loads Measurement) bei Triebwerkszündungen und Übungen auf dem Fahrrad-Ergometer, Bahnverfolgung und -aufzeichnung via GPS, Untersuchungen zum Gleichgewichtssinn und der Test eines Systems autonomer Sensoren, die ihre Messdaten drahtlos und in Echtzeit an einen Laptop übermittelten (Micro-Wireless Instrumentation System).